# 维奈·莫汉·克瓦特拉
维奈·莫汉·克瓦特拉（英語：Vinay Mohan Kwatra，1962年12月15日—），印度外交官，现任印度驻美国大使，曾任印度驻法国大使兼駐摩納哥大使、印度驻尼泊尔大使、印度外交祕書。

## 經歷
1988年维奈·莫汉·克瓦特拉進入印度外事服務部，選擇法語作爲必修外語。克瓦特拉精通法語、俄語、印地語和英語。1992年，克瓦特拉在日内瓦国际关系及发展高等学院取得國際關係學位。
進入外事服務部後，克瓦特拉先後擔任印度常駐日內瓦代表團三等秘書和二等秘書。1993年至2003年，他在印度外交部總部擔任負責聯合國事務的主管幹事，隨後在南非和烏茲別克外交使團任職。2003年至2006年，先後擔任印度駐華大使館參贊及使團副團長。 2006年至2010年，他代表印度在尼泊爾南亚区域合作联盟秘書處擔任貿易、經濟和金融主管。2010年5月至2013年7月，擔任印度駐華盛頓大使館商務公使。2013年7月至2015年10月，负责外交部的政策规划与研究司；随后担任美洲司司长。2015年10月至2017年8月，担任印度总理办公室联合秘书。
2017年8月至2020年2月，任印度駐法國大使，兼任印度驻摩纳哥大使。2020年3月1日至2022年4月16日，任印度駐尼泊爾大使。在此期間，克瓦特拉處理了兩國因尼泊爾於2020年將雙方爭議領土列入尼泊爾領土而產生的外交危機，避免了兩國關係的進一步惡化。
2022年5月1日，就任印度外交祕書。原定於12月31日退休，後任期被延長至2024年4月30日，後再次延長至10月，並於7月初退休。2024年7月19日，克瓦拉特被任命爲下一任印度駐美國大使，接替於1月底退休的塔蘭吉特·辛格·桑杜。這項任命正值美印兩國關係面臨多重挑戰之際：一名印度公民和一名印度政府特工遭美國司法部起訴涉嫌刺殺錫克教活動人士古尔帕特万特·辛格·潘农未遂；美國高級官員公開強調了他們對於印度總理莫迪近期訪問俄羅斯的保留態度；須與可能在即將到來的美國總統大選中產生的新政府打交道的額外負擔。
2024年8月12日，就任印度驻美国大使。

## 個人生活
已婚，育有二子。